# 학고재
학고재(學古齋, 영어: Hakgojae)는 대한민국 서울 종로구 소격동에 있는 갤러리이다. 본관을 학고재 갤러리,  신관을 학고재 아트센터로 이름붙여 부르고있다.

## 개요
우찬규에 의해 1988년 서울 종로구 인사동에서 고서화 전문 화랑으로 시작되었다. 1991년에는 미술·문화재 전문 출판사도 설립하였다. 이름 학고재(學古齋)는 ‘옛것을 배우는 집’이라는 뜻으로, “옛것을 익혀 새것을 만든다”는 의미인 학고창신(學古創新)에서 가져왔다. 이와같은 학고재의 지향은 건물의 위치와 외관에서도 드러난다. 유서 깊은 북촌 한옥마을에 있어, 주변 한옥의 예스러움과 양옥의 세련됨이 조화를 이룬다. 앞편 본관은 어제의 교훈을 되새기는 건물, 뒤편 신관은 오늘의 모색이 숨 쉬는 건물이 어깨를 마주하고 있어 우리가 창조해야 할 내일의 모습을 가늠케한다. 전시 기획에서도 ‘뿌리가 있는 현대성’을 강조하고있다.

### 갤러리 운영 역사
1988년 서울 종로구 인사동에서 시작된 첫 화랑은 2003년 재일동포 건출가 이타미 준 설계에 의해 대지 70여평, 지하 1층, 지상 4층 건물로 새로 건축되어 재개관하였다. 개관 20주년이 된 2008년 종로구 소격동 북촌 한옥마을로 이전하였다, 소격동 건물은 건축가 최욱에 의해 기존 한옥 두채의 골격을 기반으로 설계, 재건축되었다.  개관 30주년인 2018년에는 서울 강남구 청담동에 '학고재 청담' 이라는 이름으로 분관을 열어 2019년까지 운영하기도 하였다.

## 전시
학고재가 기획해온 전시는 학고창신(學古創新) 정신을 따른다.

### 전통 미술전
전통미술의 새로운 가치를 돌아보게 했다.
〈19세기 문인들의 서화〉 〈무낙관 회화〉〈구한말의 그림〉〈조선 중기의 서예〉〈만남과 헤어짐의 미학〉〈유희삼매〉〈조선 후기 그림의 기와 세〉 등
주제와 구성 면에서 유별난 장을 펼쳐 보여 언론의 특별한 주목을 받았고 애호가의 찬탄을 불러왔다.

### 현대 작가전
다양한 스펙트럼을 펼쳤다.
강경구, 강미선, 강요배, 강익중, 김호득, 문봉선, 민정기, 박성실, 석철주, 송필용, 송현숙, 신학철, 심현희, 안규철, 오윤, 윤석남, 이영배, 이종구, 이효성, 정상화, 한기창 등
국내외에서 치열하게 조형을 탐구하는 작가의 전시는 현대성의 흐름을 살피는 기회가 됐다.

### 해외 작가전
해외 작가들의 진취적인 작품을 대한민국에 적극 소개했다. 미국의 주요 미니멀니즘 작가들로 구성한 전시인 〈풍경으로서의 미니멀니즘〉을 통해 프랭크 스텔라(Frank Stella), 도널드 저드(Donald Judd), 로버트 만골드(Robert Mangold), 리처드 터틀(Richard Tuttle), 아그네스 마틴(Agnes Martin)과 로버트 라이먼(Robert Ryman)의 작품을 선보였다. 그 밖에 르 코르뷔지에(Le Corbusier), 진 하이시타인(Jene Highstein), 팀 롤리(Tim Lowly), 줄리앙 오피(Julian Opie), 마이클 크레이그 마틴(Michael Craig-Martin), 이안 다벤포트(Ian Davenport) 등 세계 미술계의 걸출한 작가들이 학고재를 통해 애호가와 만났다.

### 중국 작가전
새롭게 부상하는 중국작가들 또한 학고재와 손을 잡았다. 중국의 국민화가로 불리는 자유푸(Jia Youfu)를 비롯해 중견작가 천원지(Chen Wenji), 역량 있는 젊은 작가인 숑위(Xiong Yu)와 왕펑화(Wang Fenghua) 등이다. 새로운 만남을 준비하고 있는 명장들도 많다. 리처드 세라(Richard Serra), 장 피에르 레이노(Jean-Pierre Raynaud), 류샤오동(Liu Xiaodong) 등은 학고재에서 신작을 선보일 계획이다.

### 기타
학고재는 유능한 한국 작가들을 해외에 알리고 외국의 역량 있는 작가들을 유치하고자 해외 아트페어에 열성적으로 참여했다. 스페인의 ARCO를 비롯하여 중국의 CIGE, SHContemporary, 미국의 ACAF, ART Chicago 등 개성이 강한 각국의 아트페어에 부스를 마련했다.